# 野間谷村
野間谷村（のまだにむら）は、兵庫県多可郡にあった村。現在の多可町八千代区（大和を除く）にあたる。
「敬老の日」提唱の地とされている。

## 地理
- 山岳：笠形山
- 河川：野間川、仕出原川

## 歴史
1889年、町村制施行に伴い発足。
1947年9月15日、村主催の敬老会を開いたのが、国民の祝日「敬老の日」のはじまりとされている。「老人を大切にし、年寄りの知恵を借りて村作りをしよう」という趣旨で、提唱したのは当時村長であった門脇政夫（1911年 - 2010年）らであった。当日には、村中の55歳以上の人々が自動三輪車での送迎を受け、公会堂で食事と播州歌舞伎によるもてなしを受けたという。この「としよりの日」は1950年には兵庫県全域で行われるようになり、1966年に敬老の日として国民の祝日となった。八千代公民館には「敬老の日提唱の地」の石碑が立つ。

### 沿革
- 1889年（明治22年）4月1日 - 町村制の施行により、貴船村・天船村・豊谷村・大屋村の区域をもって発足。
- 1954年（昭和29年）3月25日 - 加西郡大和村と新設合併して多可郡八千代村が発足。同日野間谷村廃止。